# Dillnäsby
Dillnäsby är kyrkbyn i Dillnäs socken i Gnesta kommun i Södermanland och ligger norr om Gnesta på ett näs i sjön Klemmingen.
I orten ligger Dillnäs kyrka.